# Petar Hektorović
Petar Hektorović (Stari Grad, 1487-Ib., 13 de marzo de 1572), fue un escritor veneciano de origen dálmata, entonces parte de la República de Venecia —actualmente de Croacia—.

## Biografía
Hektorović, también conocido como Pietro Ettore o Piero Hettoreo, nació y murió en Stari Grad, en la isla de Hvar. Fue un poeta y una figura importante del período renacentista en la literatura croata, y también escribió en latín y en italiano, idioma en el que escribió su testamento. 
Su trabajo principal, La pesca y la conversación de los pescadores (Ribanje i ribarsko prigovaranje), fue finalizado en enero de 1556 e impreso en 1568. Ribanje es un poema narrativo pastoral y filosófico en tres partes en el que Hektorović describe en una carta a su primo, su viaje en barco de tres días de Hvar a Brač y Šolta, acompañado por un par de pescadores de Hvar, Paskoje Debelja y Nikola Zet.
Es un tesoro de la terminología marítima y zoológica croata, que se ha incorporado en el lenguaje estándar croata. El lenguaje de Hektorović, tan híbrido como su principal obra, se basa principalmente en un dialecto local Čakavian, pero se amalgamó con el idioma de los escritores Štokavian de Dubrovnik con quien Hektorović había permanecido en contacto cercano durante su vida.

## Versiones musicales
El álbum antiguo Conjunto del Renacimiento ha realizado y grabado un escenario de dos e sus canciones como parte de su programa Viaje a través de Dalmacia.